# Aleuritopteris
Aleuritopteris es un género con 32 especies de helechos perteneciente a la familia Pteridaceae. Se encuentra en América.

## Descripción
Son helechos terrestres; con rizoma postrado o ascendente, escamoso; hojas 1-3-pinnadas, monomorfas o subdimorfas, coriáceas; pecíolo con un haz vascular, pardo a negruzco, a menudo lustroso; pinnas con pínnulas sésiles o adnatas, glabras o raramente ligeramente pilosas en el haz, algunas veces con glándulas claras o farinosas esparcidas, generalmente carentes de tricomas, pero blancas a anaranjadas por una densa cubierta glandular-farinosa en el envés; márgenes de las pinnas marcadamente revolutos, el indusio fuertemente modificado, escarioso, subentero a eroso-fimbriado; nervaduras libres, ramificadas o no ramificadas, terminando en ápices algo claviformes; soros intramarginales, terminales sobre las nervaduras; esporas triletes, pardo oscuro a negras, crestadas o reticuladas; x=30.  Casi cosmopolita.

## Taxonomía
Aleuritopteris fue descrito por Antoine Laurent Apollinaire Fée y publicado en Memoires sur les Families des Fougeres, Gen. Filic. 153–154. 1850-1852 La especie tipo es: Aleuritopteris farinosa (Forssk.) Fée.

## Especies aceptadas
A continuación se brinda un listado de las especies del género Aleuritopteris aceptadas hasta abril de 2012, ordenadas alfabéticamente. Para cada una se indica el nombre binomial seguido del autor, abreviado según las convenciones y usos.
- Aleuritopteris aurantiaca (Cav.) Ching
- Aleuritopteris aurea (Baker) Ching
- Aleuritopteris bicolor (Roxb.) Fraser-Jenk.
- Aleuritopteris cremea Ching
- Aleuritopteris decursiva (Forssk.) Saiki
- Aleuritopteris doniana S.K. Wu
- Aleuritopteris ebenipes X.C. Zhang
- Aleuritopteris farinosa (Forssk.) Fée
- Aleuritopteris × fraser-jenkinsii (Thapa)
- Aleuritopteris gongshanensis G.M. Zhang
- Aleuritopteris humatifolia X.C. Zhang & L. Shi
- Aleuritopteris leptolepis (Fraser-Jenk.) Fraser-Jenk.
- Aleuritopteris likiangensis Ching
- Aleuritopteris mengshanensis F.Z. Li
- Aleuritopteris michelii (H. Christ) Ching
- Aleuritopteris nuda Ching
- Aleuritopteris pseudofarinosa Ching & S.K. Wu
- Aleuritopteris pulveracea (Kunze) Fée
- Aleuritopteris pygmaea Ching
- Aleuritopteris qianguiensis W.M. Chu & H.G. Zhou
- Aleuritopteris scioana (Chiov.) Fraser-Jenk.
- Aleuritopteris shensiensis Ching
- Aleuritopteris sichouensis Ching & S.K. Wu
- Aleuritopteris speciosa Ching & S.K. Wu
- Aleuritopteris squamosa (C. Hope & C.H. Wright) Ching
- Aleuritopteris stenochlamys Ching
- Aleuritopteris subargentea Ching
- Aleuritopteris subdimorpha (C.B. Clarke & Baker) Fraser-Jenk.
- Aleuritopteris thwaitesii (Mett. ex Kuhn) Saiki
- Aleuritopteris × vermae (Fraser-Jenk.) Fraser-Jenk.
- Aleuritopteris wuyishanensis Ching
- Aleuritopteris yalungensis H.S. Kung